# Triodicolacris picta
Triodicolacris picta är en insektsart som beskrevs av Baehr 1992. Triodicolacris picta ingår i släktet Triodicolacris och familjen gräshoppor. Inga underarter finns listade i Catalogue of Life.